# Картахена (Чили)
Картахе́на (исп. Cartagena) — город в Чили. Административный центр одноимённой коммуны. Население города — 15 302 человека (2002). Город и коммуна входят в состав провинции Сан-Антонио и области Вальпараисо.
Территория — 246 км². Численность населения — 22 738 жителей (2017). Плотность населения — 92,4 чел./км².

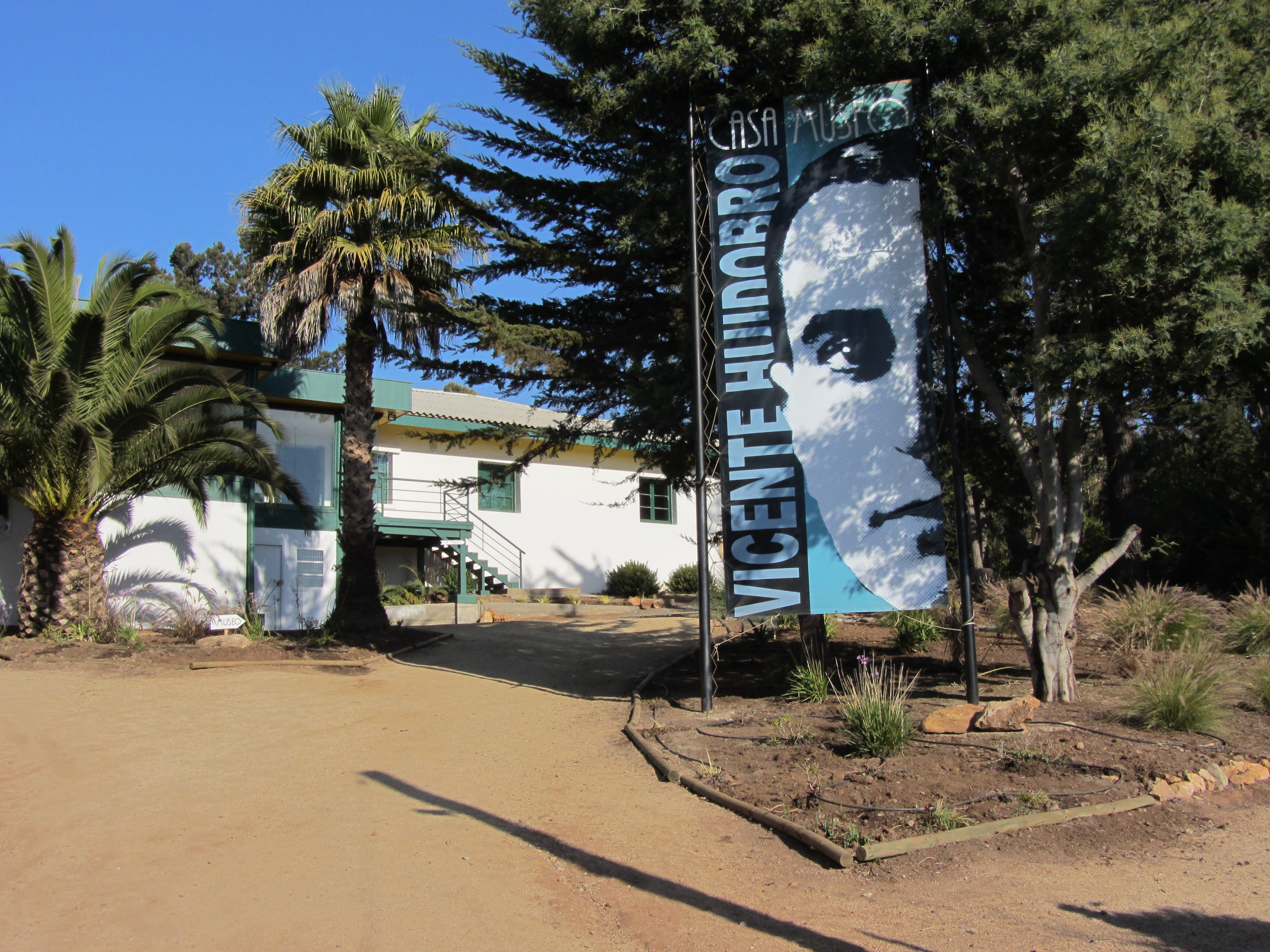
Музей Висенте Уидобро

## Расположение
Город расположен в 56 км на юг от административного центра области города Вальпараисо и в 6 км на север от административного центра провинции города Сан-Антонио.
Коммуна граничит:
- на севере — с коммуной Касабланка
- на востоке — с коммуной Мария-Пинто
- на юге — с коммуной Сан-Антонио
- на северо-западе — с коммуной Эль-Табо

На западе находится побережье Тихого океана.

## Демография
Согласно сведениям, собранным в ходе переписи 2017 года Национальным институтом статистики (INE), население коммуны составляет:
| Полное население                          | Полное население                          | Полное население                          | Полное население                          | Полное население                          | 22 738 |
| ----------------------------------------- | ----------------------------------------- | ----------------------------------------- | ----------------------------------------- | ----------------------------------------- | ------ |
| в том числе:                              | Городское население                       | 20 846                                    | Процент городского населения, %           | 91,68                                     |        |
|                                           | Сельское население                        | 1892                                      | Процент сельского населения, %            | 8,32                                      |        |
|                                           | Мужское население                         | 11 265                                    | Процент мужского населения, %             | 49,54                                     |        |
|                                           | Женское население                         | 11 473                                    | Процент женского населения, %             | 50,46                                     |        |
| Плотность населения, чел/км²              | Плотность населения, чел/км²              | Плотность населения, чел/км²              | Плотность населения, чел/км²              | Плотность населения, чел/км²              | 92,4   |
| Население коммуны в % к населению области | Население коммуны в % к населению области | Население коммуны в % к населению области | Население коммуны в % к населению области | Население коммуны в % к населению области | 1,25   |

| Динамика изменения населения коммуны | Динамика изменения населения коммуны | Динамика изменения населения коммуны | Динамика изменения населения коммуны |
| ------------------------------------ | ------------------------------------ | ------------------------------------ | ------------------------------------ |
| 1992                                 | 2002                                 | 2012                                 | 2017                                 |
| 11 906                               | 16 875▲                              | 18 029▲                              | 22 738▲                              |

## Важнейшие населённые пункты[4]
| № | Населённый пункт | Населённый пункт (исп.) | Категория | Население (чел., 2002) | На карте                        |
| - | ---------------- | ----------------------- | --------- | ---------------------- | ------------------------------- |
| 1 | Картахена        | Cartagena               | город     | 15 302                 | 33°32′49″ ю. ш. 71°36′11″ з. д. |
| 2 | Ло-Абарка        | Lo Abarca               | посёлок   | 467                    | 33°31′19″ ю. ш. 71°32′35″ з. д. |
| 3 | Ло-Сарате        | Lo Zárate               | посёлок   | 184                    | 33°31′49″ ю. ш. 71°31′15″ з. д. |
| 4 | Эль-Турко        | El Turco                | посёлок   | 153                    | 33°32′56″ ю. ш. 71°28′49″ з. д. |
| 5 | Лос-Лунес        | Los Lunes               | посёлок   | 64                     | 33°32′37″ ю. ш. 71°28′09″ з. д. |